# Retamo (Chile)
Retamo es una localidad chilena ubicada en la Provincia del Huasco, Región de Atacama. De acuerdo a su población es una entidad que tiene el rango de caserío. Se ubica en el valle del río El Carmen.

## Historia
Esta localidad ubicada en el Valle del Carmen, se desarrolló en torno al antiguo camino que unía a San Félix con Alto del Carmen. 
Retamo fue un asentamiento de carácter agrícola y minero.
En 1902 figuraba la existencia de una Capilla en Retamo, la que fue destruida en terremoto de 1922.

## Turismo
La localidad de Retamo posee un camino rural que lo conecta junto a la ribera del río El Carmen con la localidad de  La Vega. Este camino conocido en el período colonial como Camino del Rey hoy es llamado la Ruta de los Españoles. Es un lugar adecuado para la práctica de trekking, observación de flora y fauna y para el cicloturismo.
La localidad de Retamo posee algunos servicios de alimentación y venta de artesanías.
En la localidad de Retamo se celebra la fiesta religiosa de “La Inmaculada” cada 7 de diciembre.

## Accesibilidad y transporte
La localidad de Retamo se encuentra ubicada a 9,6 kilómetros de Alto del Carmen a través de la Ruta C-489 y 13,8 km San Félix.
Existe transporte público diario a través de buses de rurales desde el terminar rural del Centro de Servicios de la Comuna de Alto del Carmen, ubicado en calle Marañón 1289, Vallenar.  No existen puntos de venta de combustible en la comuna de Alto del Carmen.
El camino es transitable durante todo el año, sin embargo es necesario tomar precauciones en caso de eventuales lluvias en invierno.

## Alojamiento y alimentación
En la comuna de Alto del Carmen existen pocos servicios de alojamiento formales, es posible encontrar en el poblado de Alto del Carmen, se recomienda hacer una reserva con anticipación.
En las proximidades a Retamo no hay servicios de campin, sin embargo se puede encontrar algunos puntos rurales con facilidades para los campistas entre La Vega y Retamo.
Los servicios de alimentación son escasos, existiendo en Alto del Carmen, Retamo y San Félix algunos restaurantes.
En muchos poblados hay pequeños almacenes que pueden facilitar la adquisición de productos básicos durante su visita.

## Salud, conectividad y seguridad
La localidad de Retamo cuenta con servicios de agua potable rural, electricidad y alumbrado público.
En Alto del Carmen y San Félix se encuentran localizados retenes de Carabineros de Chile y Postas Rurales dependientes del Municipio de Alto del Carmen.
En Retamo, no hay servicio de teléfonos públicos rurales, sin embargo existe señal para teléfonos celulares.
El Municipio de Alto del Carmen cuenta con una red de radio VHF en toda la comuna en caso de emergencias.
En el poblado no hay servicio de cajeros automáticos. Sin embargo, en Retamo existe servicio de Caja Vecina.